# Gloeria
Gloeria is een geslacht van weekdieren uit de klasse van de Gastropoda (slakken).

## Soort
- Gloeria bulgarica Georgiev, Dedov & Varadinova, 2012